# Salvatore Crippa
Salvatore Crippa (* 2. November 1914 in Monza; † 30. November 1971 ebenda) war ein italienischer Radrennfahrer.

## Sportliche Laufbahn
Crippa war im Straßenradsport aktiv. Von 1937 bis 1950 war er Unabhängiger und Berufsfahrer. 1936 war er im Il Piccolo Lombardia erfolgreich.1937 gewann er das Eintagesrennen Coppa del Re, 1938 eine Etappe im Giro d’Italia. 1934, 1936 und 1938 gewann er die Medaglia d’Oro Città di Monza. Von 1944 bis 1946 siegte er in der Coppa d’Inverno. Dritter wurde er 1939 in der Lombardei-Rundfahrt und bei Mailand–Turin 1942 sowie in der Coppa Agostoni 1946. 
Den Giro d’Italia fuhr Crippa fünfmal. 1938 kam er nicht ins Ziel. 1939 wurde er 6., 1940 10., 1946 4. und 1947 8.